# Birchwood Village
Birchwood Village är en ort i Washington County i delstaten Minnesota, USA.